# المنظمة الألمانية لحماية البيئة
تعد المنظمة الألمانية لحماية البيئة (بالألمانية: Deutsche Umwelthilfe)‏ التي تأسست سنة 1975 بمثابة محامية تدافع عن حقوق الطبيعة والمستهلكين، فهي تسهر على التكنولوجيات المستدامة وتهتم بالمنتجات المحافظة على البيئة، وتسعى إلى إنشاء تحالف مع السياسيين والشركات من اجل إيجاد طرق وأساليب تحترم خصوصيات الموارد الطبيعية أثناء التعامل معها. كما تضع للمستهلكين نماذج تتعلق بكيفية اللجوء إلى القضاء عند وقوع الصراعات.
يسمح لك موقع المنظمة الإلكتروني بقراءة البلاغات الصحفية حول مواضيع حماية المناخ ، والطاقة ، والتخلص من النفايات ، وإعادة التصنيع وحركة السير. بالإضافة إلى ذلك يمكن لأصحاب الشركات الاستفادة من الإمكانيات والعروض الاستشارية والإرشادية المختلفة في حين يتلقى رجال السياسة والمسؤولون المحليون اقتراحات جادة لتحسين جودة الحياة في مدنهم كما يجد المدرسون التربويين مواد وأفكار رائعة تساعدهم في تطوير وتحضير مشاريع خاصة بالأطفال والشباب.

## الروابط الخارجية
- الموقع الرسمي للمنظمة